# Christian Lüttges
Christian Lüttges (* 14. April 1983 in Niebüll) ist ein deutscher Eishockeytorwart, der zuletzt von 2013 bis 2014 für die Eisadler Dortmund in der NRW-Liga aktiv war.

## Karriere
Lüttges begann seine Karriere im Nachwuchs des Krefelder EV, für den er in der Saison 2000/01 erstmals mit der Juniorenmannschaft in der Deutschen Nachwuchsliga aktiv war. Darüber hinaus absolvierte er in derselben Spielzeit 14 Ligaspiele für die Profimannschaft in der Deutschen Eishockey Liga. Im Sommer 2001 schloss er sich dem Grefrather EC an, der damals in der Regionalliga NRW spielte. Dort blieb er bis 2003, zwischenzeitlich ging er zudem für ESV Bergisch Land aufs Eis, und wechselte zur Saison 2003/04 zum damaligen Ligakonkurrenten, den GSC Moers, der sich ab der folgenden Spielzeit Black Devils Niederrhein nannte. Dort war er bis zum Ende der Spielzeit 2004/05 Stammtorhüter und erzielte in dieser Zeit sogar drei Assists. Des Weiteren kassierte er 36 Strafminuten, was für einen Torhüter eher ungewöhnlich ist.
Anschließend kehrte er zum Grefrather EC zurück. Da er weiterhin eine Förderlizenz für die Krefeld Pinguine besaß, absolvierte er während der Spielzeit 2006/07 weitere 19 DEL-Spiele für die Pinguine. Mit Beginn der Saison 2007/08 unterschrieb Lüttges einen Vertrag beim neu gegründeten Herner EV 2007, mit dem er das entscheidende Play-off-Finale gewann und in die dritthöchste deutsche Spielklasse, die Oberliga, aufstieg. Da die Verantwortlichen des DEL-Klubs Füchse Duisburg in der Folge als Mehrheitsgesellschafter beim HEV einstiegen, stattete die sportliche Leitung den mittlerweile 25-Jährigen mit einer Förderlizenz aus, mit der er auch für die Füchse Duisburg spielberechtigt war. Am 3. Januar 2009 gab der Gesellschafter der Füchse Duisburg, Ralf Pape, bekannt, dass Christian Lüttges die beiden Stammtorhüter Ilpo Kauhanen und Lukas Lang im Ligaspiel gegen die Kassel Huskies ersetzen solle. Beide hatten sich zuvor verletzt. Dennoch nahm er nur auf der Bank Platz, da der kurzfristig verpflichtete lettische Torwart Edgars Masaļskis doch noch eine Spielberechtigung erhielt. Während der Saison 2008/09 wechselte Lüttges zu den Duisburger Füchsen, ehe er zur Saison 2010/11 für eine Spielzeit nach Herne zurückkehrte. Von 2011 bis 2013 spielte Christian Lüttges dann für die Moskitos aus Essen. Am 2. Juni 2013 verkündeten die Eisadler Dortmund die Verpflichtung von Christian Lüttges.